# فرد تورنبول (لاعب كرة قدم)
فرد تورنبول (بالإنجليزية: Fred Turnbull)‏ (1888 في المملكة المتحدة - 1959 في المملكة المتحدة) هو لاعب كرة قدم بريطاني (وحمل سابقاً جنسية المملكة المتحدة لبريطانيا العظمى وأيرلندا) في مركز مهاجم داخلي. لعب مع كوفنتري سيتي ونادي ساوثهامبتون ونيوكاسل يونايتد ونادي  شيلدز الشمالية ‏.